# Železnice
Železnice (in tedesco Eisenstadtel) è una città della Repubblica Ceca facente parte del distretto di Jičín, nella regione di Hradec Králové.